# Адевойе, Шон
Шон Адевойе (нидерл. Shawn Adewoye; род. 29 июня 2000, Бре, Фламандский регион) — бельгийский футболист, защитник нидерландского клуба «Фортуна».

## Клубная карьера
Адевойе — воспитанник клубов КЕСК и «Генк». Из-за высокой конкуренции он так и не дебютировал в составе последних. В начале 2021 года Адевойе перешёл в нидерландский «Валвейк». 13 марта 2021 года в матче против роттердамской «Спарты» он дебютировал в Эредивизи. 4 сентября 2022 года в поединке против «Эксельсиора» Шон забил свой первый гол за «Валвейк».
19 июля 2024 года перешёл в нидерландскую «Фортуну» из Ситтарда, подписав двухлетний контракт до середины 2026 года. 11 августа дебютировал за клуб в гостевом матче Эредизиви против «Гоу Эхед Иглза».